# Berner-Oberland-Bahn
| Streckenkarte im Netz der Schmalspurbahnen der JBH |                                                                                    |                                                                                  |                                                    |
| Streckennummer (BAV): | 311 (Interlaken Ost–Zweilütschinen–Lauterbrunnen) 312 (Zweilütschinen–Grindelwald) |                                                                                  |                                                    |
| Fahrplanfeld: | 311, 312                                                                           |                                                                                  |                                                    |
| Streckenlänge: | 23.69 km                                                                           |                                                                                  |                                                    |
| Spurweite: | 1000 mm (Meterspur)                                                                |                                                                                  |                                                    |
| Stromsystem: | 1500 V =                                                                           |                                                                                  |                                                    |
| Maximale Neigung: | Adhäsion 27 ‰ Zahnstange 120 ‰                                                     |                                                                                  |                                                    |
| Zahnstangensystem: | Riggenbach, Von Roll                                                               |                                                                                  |                                                    |
| |                                                                                    |                                                                                  |                                                    |
| Interlaken–Lauterbrunnen/Grindelwald |                                                                                    |                                                                                  |                                                    |
| \| \| −0,18 \| Interlaken Ost \| 567 m ü. M. \| \| \| \| Anschluss zu ZB-Brünig und BLS (Rollschemelanlage) \| \| \| \| 1,30 \| Autobahn A8 (68 m) \| Autobahn A8 (68 m) \| \| \| 1,80 \| (bis 1958) \| (bis 1958) \| \| \| 2,26 \| Matten bei Interlaken (seit 2023) \| 587 m ü. M. \| \| \| 3,00 \| \| \| \| \| \| \| \| \| \| 3,24 \| Wilderswil Anschluss zur SPB \| 584 m ü. M. \| \| \| \| \| \| \| \| \| Buechi Umler (107 m) \| \| \| \| 5,51 \| Umler \| 633 m ü. M. \| \| \| \| Lehne Auenwald (111 m) \| \| \| \| 8,20 \| Zweilütschinen \| 652 m ü. M. \| \| \| \| Depot und Werkstätte \| \| \| \| 9,37 \| Beginn Zahnstange \| Beginn Zahnstange \| \| \| 10,42 \| Sandweid Ende Zahnstange \| 725 m ü. M. \| \| \| 11,56 \| Beginn Zahnstange \| Beginn Zahnstange \| \| \| 12,30 \| Lauterbrunnen \| 795 m ü. M. \| \| \| \| Anschluss zur WAB und Luftseilbahn Grütschalp \| \| \| \| 9,70 \| (bis 2015) \| (bis 2015) \| \| \| \| Buechi (708 m) \| \| \| \| \| Buechiwang (60 m / 108 m) \| \| \| \| 10,90 \| \| \| \| \| 12,13 \| Lütschental \| 714 m ü. M. \| \| \| 12,24 \| Beginn Zahnstange \| Beginn Zahnstange \| \| \| 14,14 \| Ende Zahnstange \| Ende Zahnstange \| \| \| 14,45 \| Burglauenen \| 896 m ü. M. \| \| \| 16,76 \| Schwendi bei Grindelwald \| 920 m ü. M. \| \| \| 17,74 \| Beginn Zahnstange \| Beginn Zahnstange \| \| \| \| \| \| \| \| 17,89 \| Grindelwald Terminal (seit 2019) Seilbahn Eigergletscher / Gondelbahn Männlichen \| 946 m ü. M. \| \| \| \| \| \| \| \| \| \| \| \| \| 19,21 \| Grindelwald Ende Zahnstange Anschluss zur WAB \| 1034 m ü. M. \| |                                                                                    |                                                                                  |                                                    |
| Kopfbahnhof Streckenanfang · Kopfbahnhof Streckenende | −0,18                                                                              | Interlaken Ost                                                                   | 567 m ü. M.                                        |
| Abzweig geradeaus und nach links |                                                                                    | Anschluss zu ZB-Brünig und BLS (Rollschemelanlage)                               | Anschluss zu ZB-Brünig und BLS (Rollschemelanlage) |
| | 1,30                                                                               | Autobahn A8 (68 m)                                                               | Autobahn A8 (68 m)                                 |
| Verschwenkung von links · Verschwenkung von rechts (Strecke außer Betrieb) | 1,80                                                                               | (bis 1958)                                                                       | (bis 1958)                                         |
| Bahnhof · Strecke (außer Betrieb) | 2,26                                                                               | Matten bei Interlaken (seit 2023)                                                | 587 m ü. M.                                        |
| Verschwenkung nach links · Verschwenkung nach rechts (Strecke außer Betrieb) | 3,00                                                                               |                                                                                  |                                                    |
| |                                                                                    |                                                                                  |                                                    |
| Bahnhof | 3,24                                                                               | Wilderswil Anschluss zur SPB                                                     | 584 m ü. M.                                        |
| |                                                                                    |                                                                                  |                                                    |
| Brücke |                                                                                    | Buechi Umler (107 m)                                                             | Buechi Umler (107 m)                               |
| Dienststation / Betriebs- oder Güterbahnhof | 5,51                                                                               | Umler                                                                            | 633 m ü. M.                                        |
| Brücke |                                                                                    | Lehne Auenwald (111 m)                                                           | Lehne Auenwald (111 m)                             |
| Bahnhof | 8,20                                                                               | Zweilütschinen                                                                   | 652 m ü. M.                                        |
| |                                                                                    | Depot und Werkstätte                                                             |                                                    |
| Strecke | 9,37                                                                               | Beginn Zahnstange                                                                | Beginn Zahnstange                                  |
| Strecke | 10,42                                                                              | Sandweid Ende Zahnstange                                                         | 725 m ü. M.                                        |
| Strecke | 11,56                                                                              | Beginn Zahnstange                                                                | Beginn Zahnstange                                  |
| Kopfbahnhof Streckenende · Strecke | 12,30                                                                              | Lauterbrunnen                                                                    | 795 m ü. M.                                        |
| Strecke |                                                                                    | Anschluss zur WAB und Luftseilbahn Grütschalp                                    | Anschluss zur WAB und Luftseilbahn Grütschalp      |
| Verschwenkung von links · Verschwenkung von rechts (Strecke außer Betrieb) | 9,70                                                                               | (bis 2015)                                                                       | (bis 2015)                                         |
| Tunnelanfang · Tunnel (Strecke außer Betrieb) |                                                                                    | Buechi (708 m)                                                                   | Buechi (708 m)                                     |
| Tunnelende · Tunnel (Strecke außer Betrieb) |                                                                                    | Buechiwang (60 m / 108 m)                                                        | Buechiwang (60 m / 108 m)                          |
| Verschwenkung nach links · Verschwenkung nach rechts (Strecke außer Betrieb) | 10,90                                                                              |                                                                                  |                                                    |
| Bahnhof | 12,13                                                                              | Lütschental                                                                      | 714 m ü. M.                                        |
| | 12,24                                                                              | Beginn Zahnstange                                                                | Beginn Zahnstange                                  |
| | 14,14                                                                              | Ende Zahnstange                                                                  | Ende Zahnstange                                    |
| Bahnhof | 14,45                                                                              | Burglauenen                                                                      | 896 m ü. M.                                        |
| Bahnhof | 16,76                                                                              | Schwendi bei Grindelwald                                                         | 920 m ü. M.                                        |
| | 17,74                                                                              | Beginn Zahnstange                                                                | Beginn Zahnstange                                  |
| |                                                                                    |                                                                                  |                                                    |
| Haltepunkt / Haltestelle | 17,89                                                                              | Grindelwald Terminal (seit 2019) Seilbahn Eigergletscher / Gondelbahn Männlichen | 946 m ü. M.                                        |
| |                                                                                    |                                                                                  |                                                    |
| |                                                                                    |                                                                                  |                                                    |
| | 19,21                                                                              | Grindelwald Ende Zahnstange Anschluss zur WAB                                    | 1034 m ü. M.                                       |

Die Berner-Oberland-Bahn (abgekürzt: BOB, Eigenschreibweise durch das Unternehmen: Berner Oberland-Bahn) ist eine Schmalspurbahn im Berner Oberland in der Schweiz. Diese Meterspurbahn wurde am 1. Juli 1890 eröffnet und am 17. März 1914 elektrifiziert. Sie führt von Interlaken Ost über Zweilütschinen nach Grindelwald (R61) und Lauterbrunnen (R62).
Die Bahn gehört zusammen mit der Schynigen Platte-Bahn (SPB) zur Berner Oberland-Bahnen AG, einer Aktiengesellschaft. Die amtlichen Initialen BOB gelten für das Unternehmen also auch für die SPB.

## Strecke

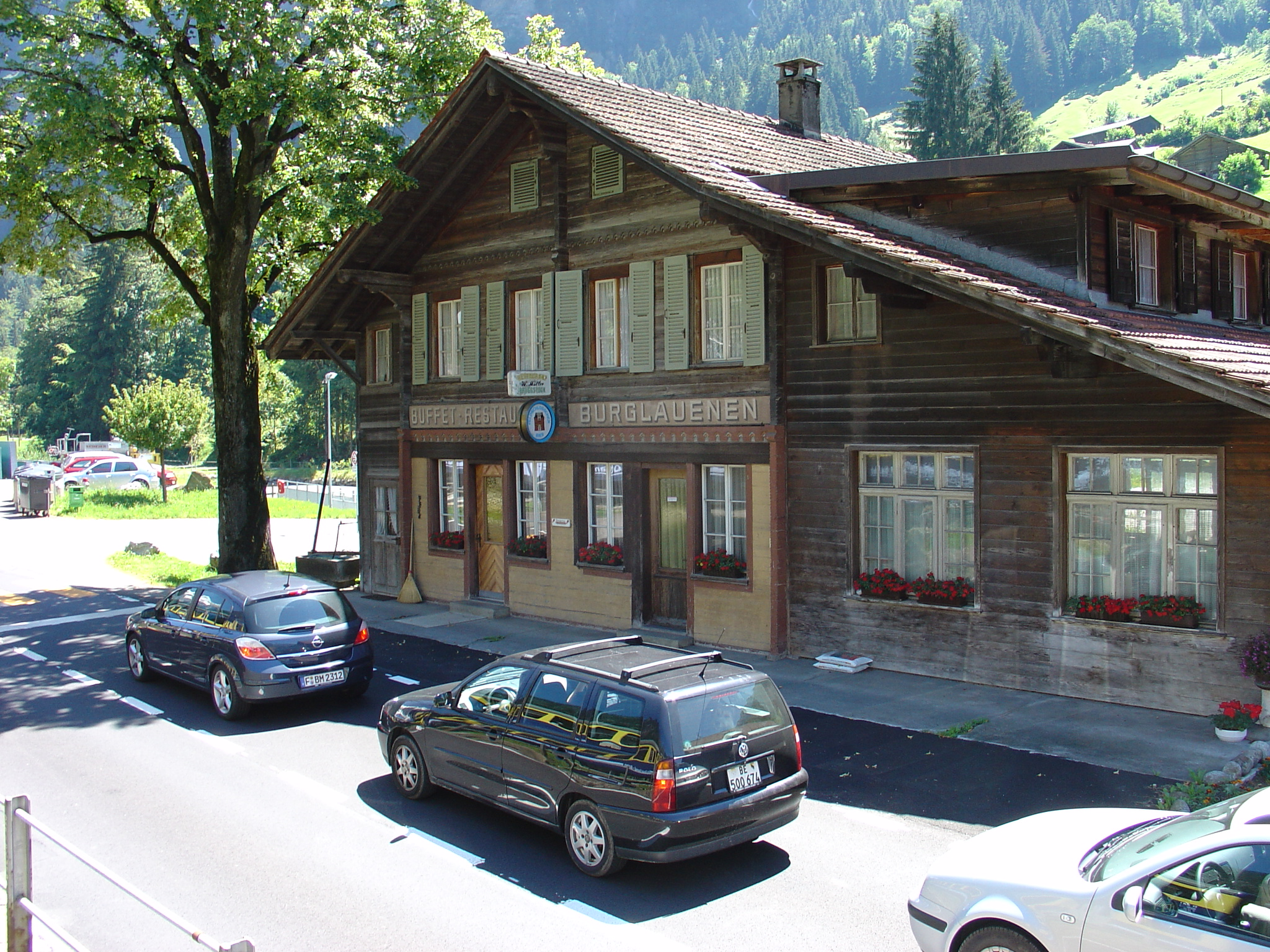
Bahnhof Burglauenen

Der Streckenverlauf entspricht einem Ypsilon und beginnt am Bahnhof Interlaken Ost, wo Anschlüsse zur normalspurigen BLS und zur meterspurigen Brünigstrecke der Zentralbahn bestehen. Zwar bestehen in Interlaken Ost Gleisverbindungen zur Zentralbahn, wegen den unterschiedlichen Fahrdrahtspannungen benutzt aber jede Gesellschaft separate Gleise. Die Strecke führt zunächst über Wilderswil nach Zweilütschinen. In Wilderswil beginnt im Bahnhof die Schynige Platte-Bahn (SPB), in Zweilütschinen teilt sich die Strecke nach Grindelwald und Lauterbrunnen. Auf der Strecke nach Lauterbrunnen befinden sich zwei Zahnstangenabschnitte, die Maximalsteigung beträgt hier 96 ‰.

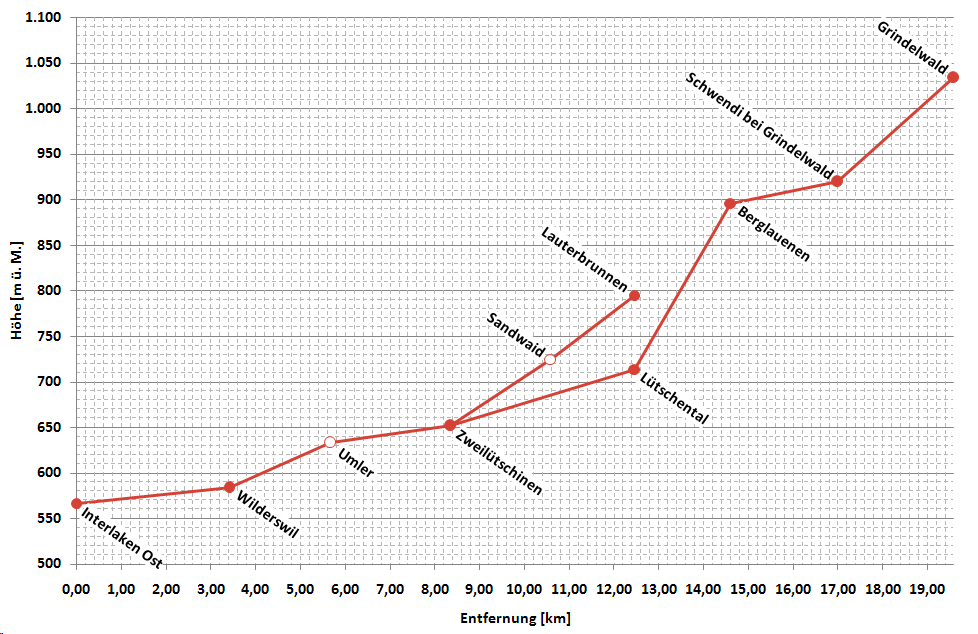
Vereinfachtes Höhenprofil der Strecken

In Richtung Grindelwald liegt der erste Zahnstangenabschnitt auf ganzer Länge zwischen den Bahnhöfen Lütschental und Burglauenen mit einer Maximalsteigung von 120 ‰. Der zweite befindet sich auf den letzten 1,5 km vor dem Bahnhof Grindelwald. In Grindelwald und Lauterbrunnen besteht eine Umsteigemöglichkeit zur Wengernalpbahn (WAB) nach Wengen und auf die Kleine Scheidegg. In Lauterbrunnen liegt neben dem Bahnhof die Talstation der Bergbahn Lauterbrunnen–Mürren (BLM).
2015 wurde eine Neutrassierung zwischen Zweilütschinen und Lüschental mit dem 708 m langen Buechi-Tunnel in Betrieb genommen.
Unterhalb Grindelwald wurde 2018 mit dem Bau einer neuen Station Grindelwald Terminal begonnen. Seit Dezember 2019 ist da der Umstieg zur neuen V-Bahn der Luftseilbahnen Männlichenbahn und Eiger-Express möglich.
Am 10. Dezember 2023 wurde der neue Bahnhof Matten bei Interlaken eröffnet, der zwischen den Bahnhöfen Interlaken Ost und Wilderswil liegt.
Ein Förderer der BOB war der Grindelwalder „Gletscherpfarrer“ Gottfried Strasser.

## Technische Normen
Bei der Planung der Strecke richtete man sich nach der bei der Brünigbahn und später auch der Luzern-Stans-Engelberg-Bahn verwendeten Spurweite von 1000 mm und dem Zahnstangensystem Riggenbach, so dass es möglich ist, Rollmaterial auszutauschen. Wegen der unterschiedlichen Fahrdrahtspannungen, die Zentralbahn verwendet wie die SBB das Einphasenwechselstromsystem mit 15 kV und 16,7 Hz, gilt das nur noch für die Wagen und die thermischen Triebfahrzeuge. Bei der Elektrifizierung der Brünigbahn übernahmen die SBB die Heizspannung von der BOB. Sie beträgt 1500 statt 1000 Volt wie bei den Normalspurwagen der SBB. Zudem wurde darauf geachtet, dass die Vielfachsteuerleitung der Wagen mit den fremden Triebfahrzeugen funktioniert. Im Regelbetrieb verkehren keine durchgehenden Wagen oder Züge mehr.
Beim Ersatz von verschlissenen Riggenbach-Zahnstangen kommt das kompatible System Von Roll zum Einsatz.
Seit Ende 2017 wird ganzjährig ein Halbstundentakt angeboten.

## Farben
- Von Beginn an bis etwa im Jahre 1985 war das Rollmaterial der BOB in creme/braun lackiert.
- Ab etwa 1985 wurden die Fahrzeuge beige/braun umlackiert.
- Ab 2004 bekamen die Fahrzeuge ihre aktuelle gelb/blaue Lackierung, die die Gletscher und Sonne symbolisieren soll.[5]

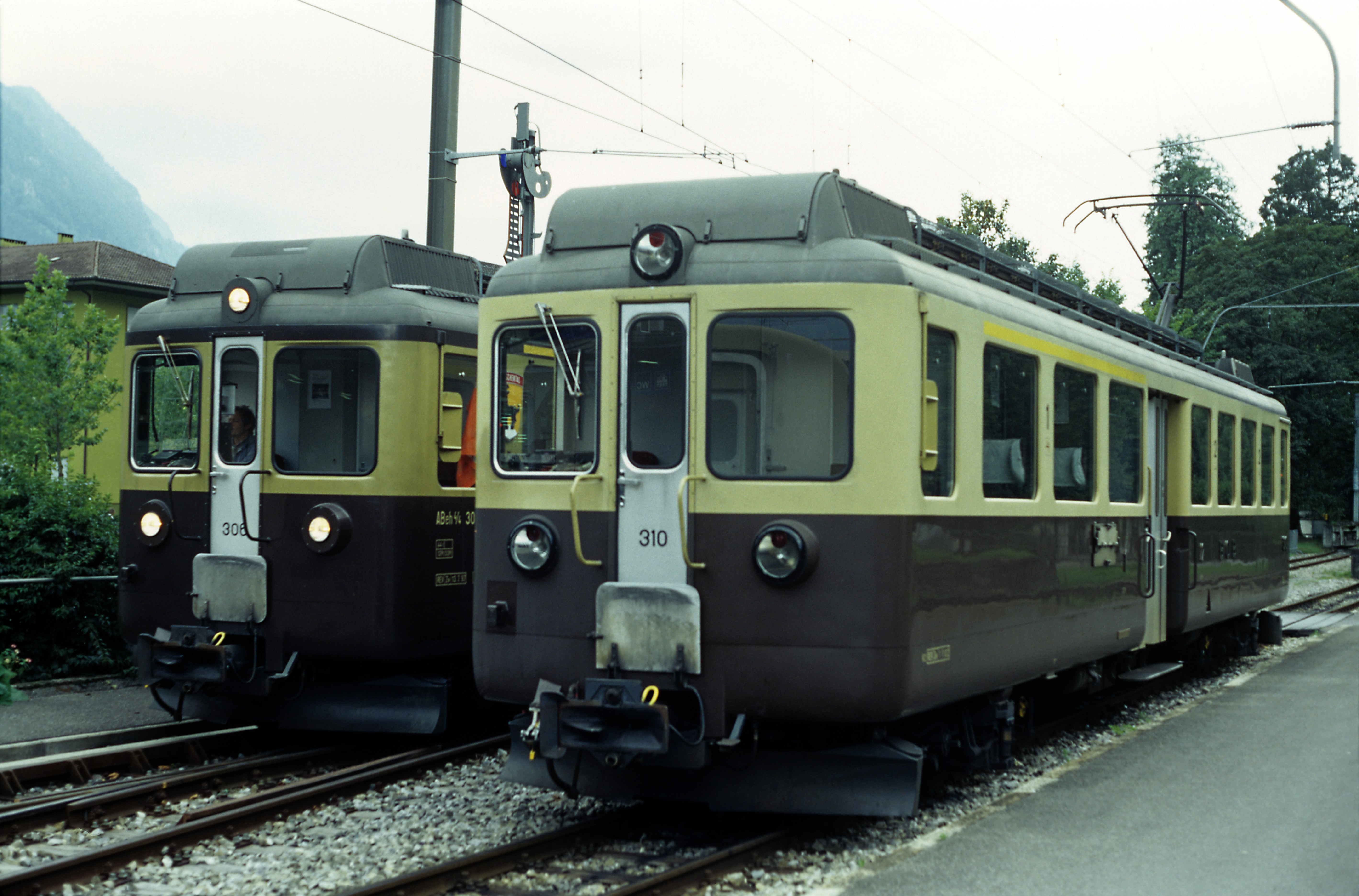
Zwei ABeh 4/4 I in Interlaken Ost mit der ersten creme/braunen Lackierung
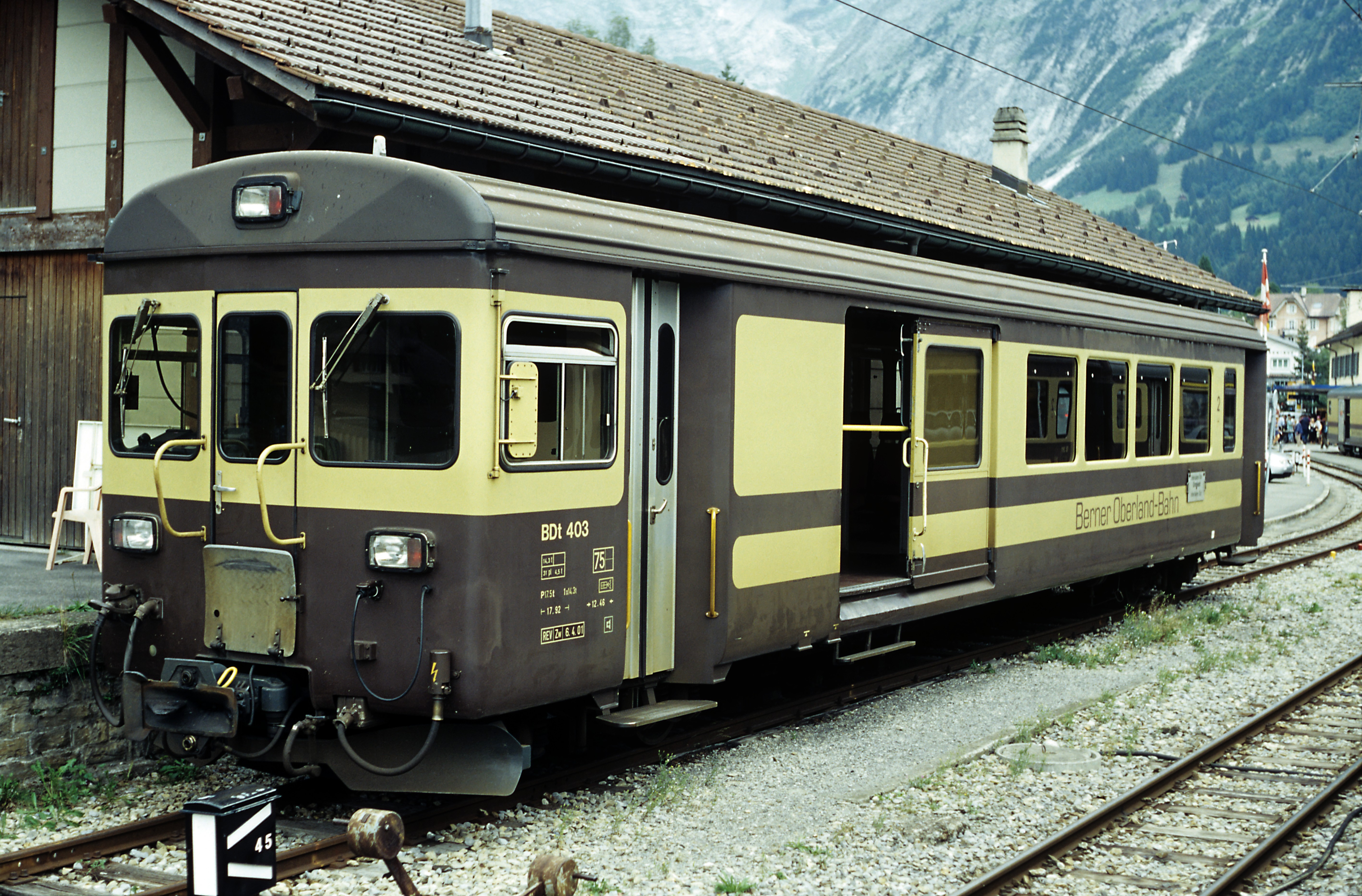
BDt 403 in Grindelwald mit der neueren beige/braunen Lackierung
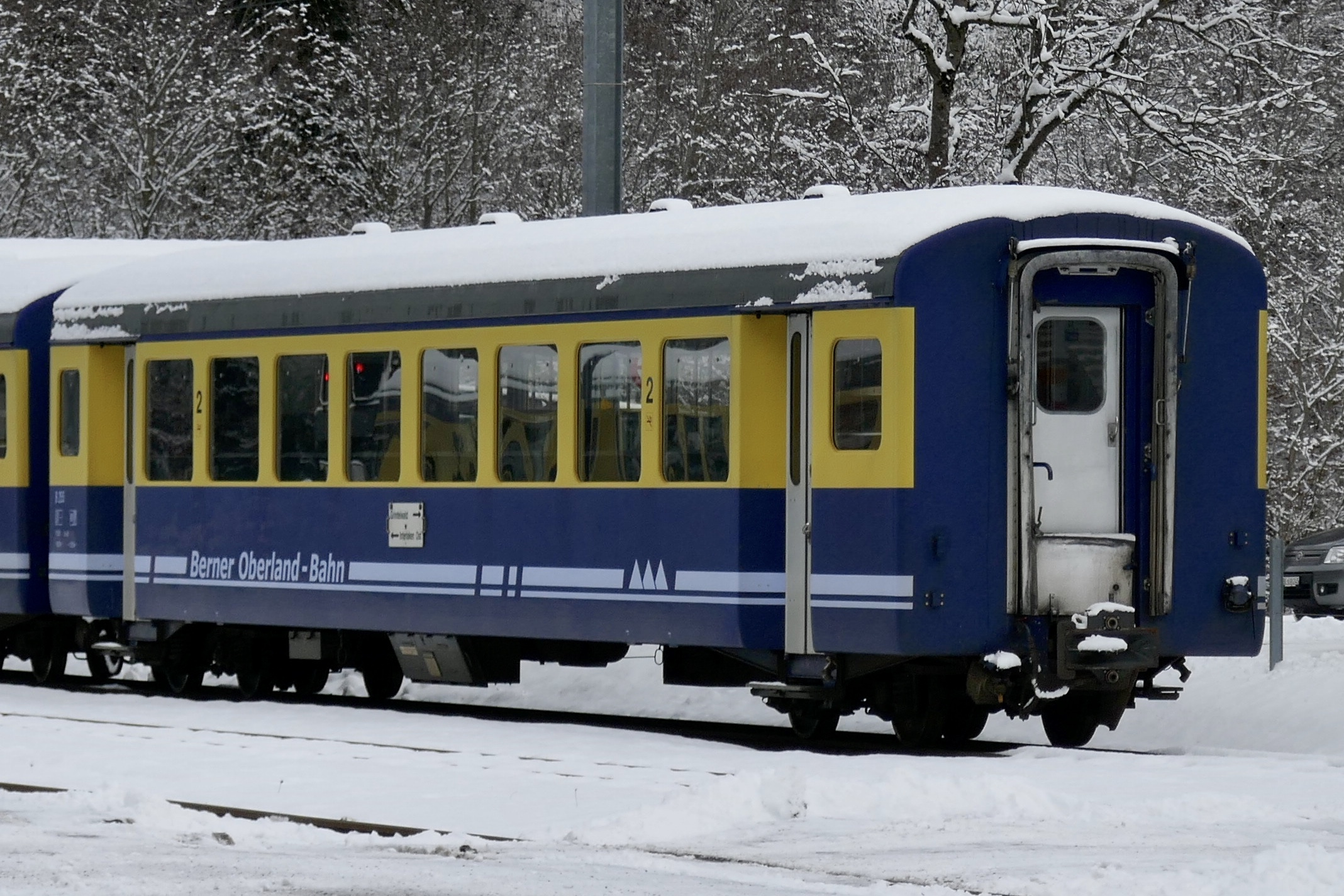
B 255 mit der aktuellen gelb/blauen Lackierung ab 2004

## Betrieb

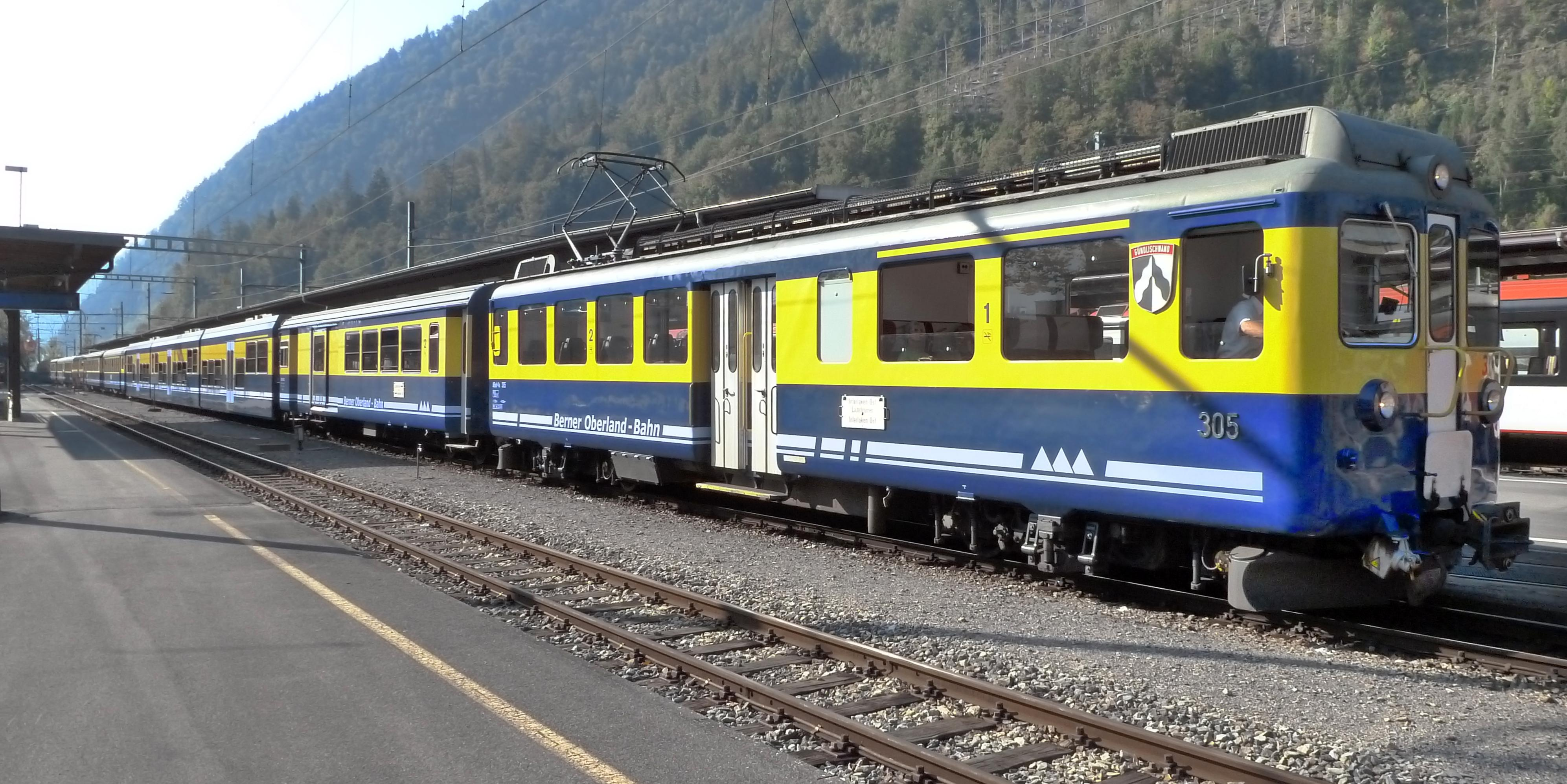
Zug in Interlaken (2011)

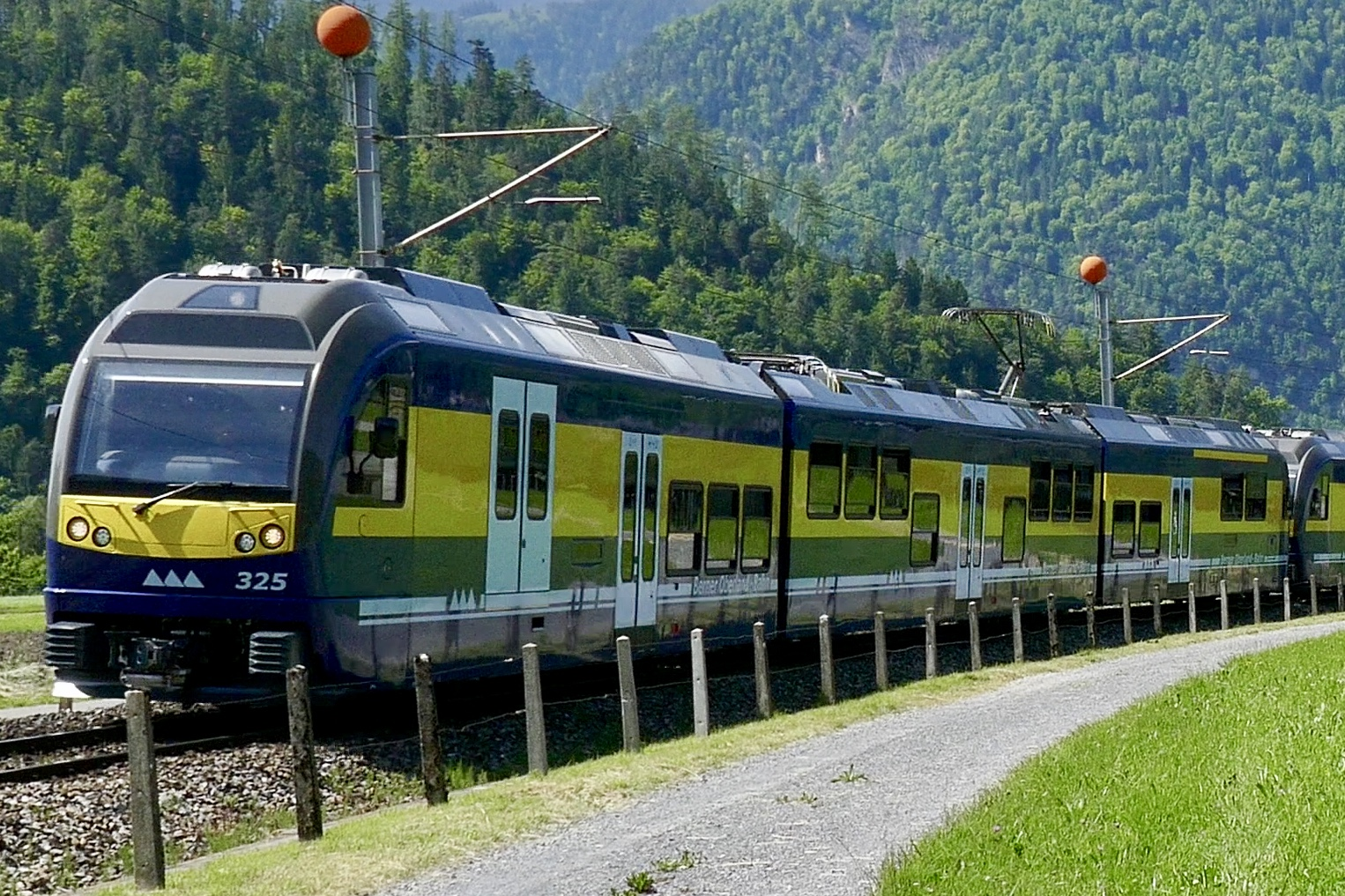
Flügelzug auf der Fahrt nach Interlaken. Der vordere Triebzug kommt aus Grindelwald, der hintere nur knapp sichtbare Zugteil aus Lauterbrunnen.

Die Strecke der Berner Oberland-Bahn wird von Regios bedient, die im Halbstundentakt als Flügelzüge verkehren. Die Züge verlassen den Bahnhof Interlaken Ost mit zwei zusammenhängenden Zugsteilen, die in Zweilütschinen geflügelt werden: Der vordere Teil fährt als Regio 62 nach Lauterbrunnen, der hintere als Regio 61 nach Grindelwald. In der Abfahrtstabelle des Bahnhofs Interlaken Ost sind die Flügelzüge als zwei eigenständige Züge eingetragen, die zwar auf demselben Gleis, aber in unterschiedlichen Sektoren abfahren.
Der inzwischen eingestellte Güterverkehr mit Rollschemeln der Brünigbahn war nur auf den Adhäsionsstrecken, d. h. zwischen Interlaken Ost und Lütschental, zulässig. Für den Gütertransport nach Grindelwald und Lauterbrunnen waren neben den üblichen gedeckten und offenen Güterwagen auch Behältertragwagen und Kesselwagen vorhanden.
Im Jahre 2017 wurden sechs neue Triebzüge ABDeh 8/8 (321–326) von Stadler Rail abgeliefert, sowie drei weitere Gelenksteuerwagen (431–433) analog den Triebzügen. Durch die neuen Triebzüge wurden alle älteren Triebwagen ersetzt, wobei die ABeh 4/4 II (311−313) als Reserve erhalten blieben und bezüglich Kupplung und Vielfachsteuerung den neuen Triebzügen angepasst wurden. Des Weiteren wurden bis auf fünf Stück alle bisherigen Zwischen- und Steuerwagen ersetzt. Die fünf verbleibenden Wagen wurden ebenso wie die fünf bestehenden Gelenksteuerwagen technisch angepasst.
Ende März 2022 bekam Stadler Rail den Zuschlag, sechs weitere neue Triebzüge ABeh 4/8 im Jahre 2025 zu liefern. Im Januar 2024 wurden weitere vier Triebzüge dazu bestellt. Im Juli 2025 wurde eine dritte Bestellung über fünf Fahrzeuge publiziert. Somit sind die Vorausetzungen bezüglich Fahrzeugen geschaffen, dass ab 2028 die erste S-Bahn der Alpen mit einem durchgehenden 15-Minuten-Takt in Betrieb gehen kann. Bezüglich Streckenausbau braucht es noch folgende Ausbauarbeiten: Ausbau der Doppelspur Station Schwendi (2026/27), Ausbau Station Burglauenen mit Doppelspur und Strassenunterführung der Kantonsstrasse (2027/28), Ausbau der Doppelspur Lütschental und die Anpassung der Station (2029/30).

## Unfälle
Am 30. Juni 1928 wurde nach einem Gewitter eine kleine Eisenbahnbrücke zwischen Wilderswil und Zweilütschinen weggerissen. Ein Zug stürzte teilweise in den Wildbach; eine Person starb, 13 wurden verletzt.
Am 7. August 2003 stiessen zwei Personenzüge zwischen Wilderswil und Zweilütschinen zusammen. Ein Passagier wurde schwer verletzt und starb danach im Spital, 63 erlitten leichte Verletzungen. Der Triebfahrzeugführer des nach Interlaken fahrenden Zuges hatte beim Übergang vom Doppelspur- auf den Einspurabschnitt das Halt zeigende Signal übersehen. Als der Triebfahrzeugführer dies bemerkte, hielt er den Zug sofort an. Inzwischen war jedoch der von Wilderswil kommende Gegenzug in den Einspurabschnitt gefahren. Die Strecke war noch nicht mit einer Zugsicherung ausgerüstet, der Einbau von ZSI-127 war jedoch zum Zeitpunkt des Unfalls bereits im Gang.

## Fahrzeugpark

### Triebfahrzeuge
Aktuelle und ehemalige Fahrzeuge der Berner-Oberland-Bahn:

| Bezeichnung              | Bezeichnung      | Hersteller       | Baujahr               | Stück- zahl      | Verbleib                                                                                                   | Bemerkungen | Bild             |
| Serie                    | Nummer           | Hersteller       | Baujahr               | Stück- zahl      | Verbleib                                                                                                   | Bemerkungen | Bild             |
| Dampflokomotiven         | Dampflokomotiven | Dampflokomotiven | Dampflokomotiven      | Dampflokomotiven | Dampflokomotiven                                                                                           | Dampflokomotiven | Dampflokomotiven |
| ------------------------ | ---------------- | ---------------- | --------------------- | ---------------- | --- | --- | ---------------- |
| HG 3/3                   | 1–6              | SLM              | 1890, 1893            | 6                | Nr. 2 und 4: 1914 an ChA Nr. 1, 3, 6: an MCL in Italien alle abgebrochen                                   | vor Verkauf nach Italien umgespurt auf 950 mm Nr. 5 fahrdrahtunabhängige Reserve bis 1956                                   |                  |
| HG 3/3                   | 7–10             | SLM              | 1906–1910             | 4                | 1915–1917 nach Italien verkauft alle abgebrochen                                                           | vor Verkauf nach Italien umgespurt auf 950 mm                                                                               |                  |
| HG 2/2                   | 11 „Eiger“       | SLM              | 1893                  | 1                | 1947 abgebrochen                                                                                           | 1914 Zahnradantrieb ausgebaut, Rangierlok in Interlaken Ost                                                                 |                  |
| Elektrolokomotiven       |                  |                  |                       |                  | | |                  |
| HG3 3/3                  | 21–29            | SLM/MFO/BBC      | 1914/15, Nr. 29: 1926 | 9                | Nr. 24 remisiert in Zweilütschinen Nr. 26: 1983 an Schenker Bern Nr. 29: 2013 an Museumsbahn Blonay–Chamby | Nr. 26 im Bahnmuseum Kerzers-Kallnach (unvollständig) erhalten                                                              |                  |
| Triebwagen und Triebzüge |                  |                  |                       |                  | | |                  |
| ABDeh 4/4                | 301–303          | SLM/BBC          | 1949                  | 3                | Nr. 301, 303: abgebrochen Nr. 302: Depot Zweilütschinen                                                    | Nr. 301: 1988 an MIB vermietet Nr. 302: ex Dienstfahrzeug                                                                   |                  |
| ABeh 4/4 I               | 304–310          | SIG/SLM/BBC      | 1965, 1979            | 7                | Nr. 309: 1990 an BZB Nr. 304: Dienstfahrzeug Nr. 310: erhalten alle anderen abgebrochen                    | Nr. 305: 2003 Kollision Gsteigwiler, repariert                                                                              |                  |
| ABeh 4/4 II              | 311–313          | SLM/BBC          | 1986                  | 3                | | Nr. 311–313: 2019 als Ersatzfahrzeuge für Triebzüge umgebaut Nr. 313: 2003 Kollision Gsteigwiler, an- schliessend repariert |                  |
| ABDeh 8/8                | 321–326          | Stadler Bussnang | 2017                  | 6                | | |                  |
| ABeh 4/8                 | 331–345          | Stadler Bussnang | 2025–2027             | 15               | | Nr. 331 am 12.12.2024 in Interlaken Ost angeliefert                                                                         |                  |
| Thermische Lokomotive    |                  |                  |                       |                  | | |                  |
| HGm 2/2                  | 31               | Steck/Deutz/SLM  | 1985                  | 1                | | |                  |

### Ersatzzüge
Fällt ein ABDeh 8/8 beispielsweise wegen einer Fahrzeugstörung aus, wird dafür ein Triebwagen ABeh 4/4 II zusammen mit einem Niederflurgelenksteuerwagen eingesetzt. Ein untauglicher Niederflurgelenksteuerwagen wird durch den Steuerwagen ABt 414 oder 415 mit einem oder zwei klassischen Reisezugwagen ersetzt.

### Historische Fahrzeuge
Historische Fahrzeuge der Berner-Oberland-Bahn siehe Kapitel Aktuelle und ehemalige Fahrzeuge.
Weitere historische Fahrzeuge befinden sich bei folgenden Organisationen:
- Ballenberg Dampfbahn (BDB)
- Modelleisenbahnfreunde Eiger Zweilütschinen (MEFEZ)
- Museumsbahn Blonay–Chamby (BC)